# Aegiphila breviflora
Aegiphila breviflora là một loài thực vật có hoa trong họ Hoa môi. Loài này được (Rusby) Moldenke mô tả khoa học đầu tiên năm 1934.